# Jardín japonés

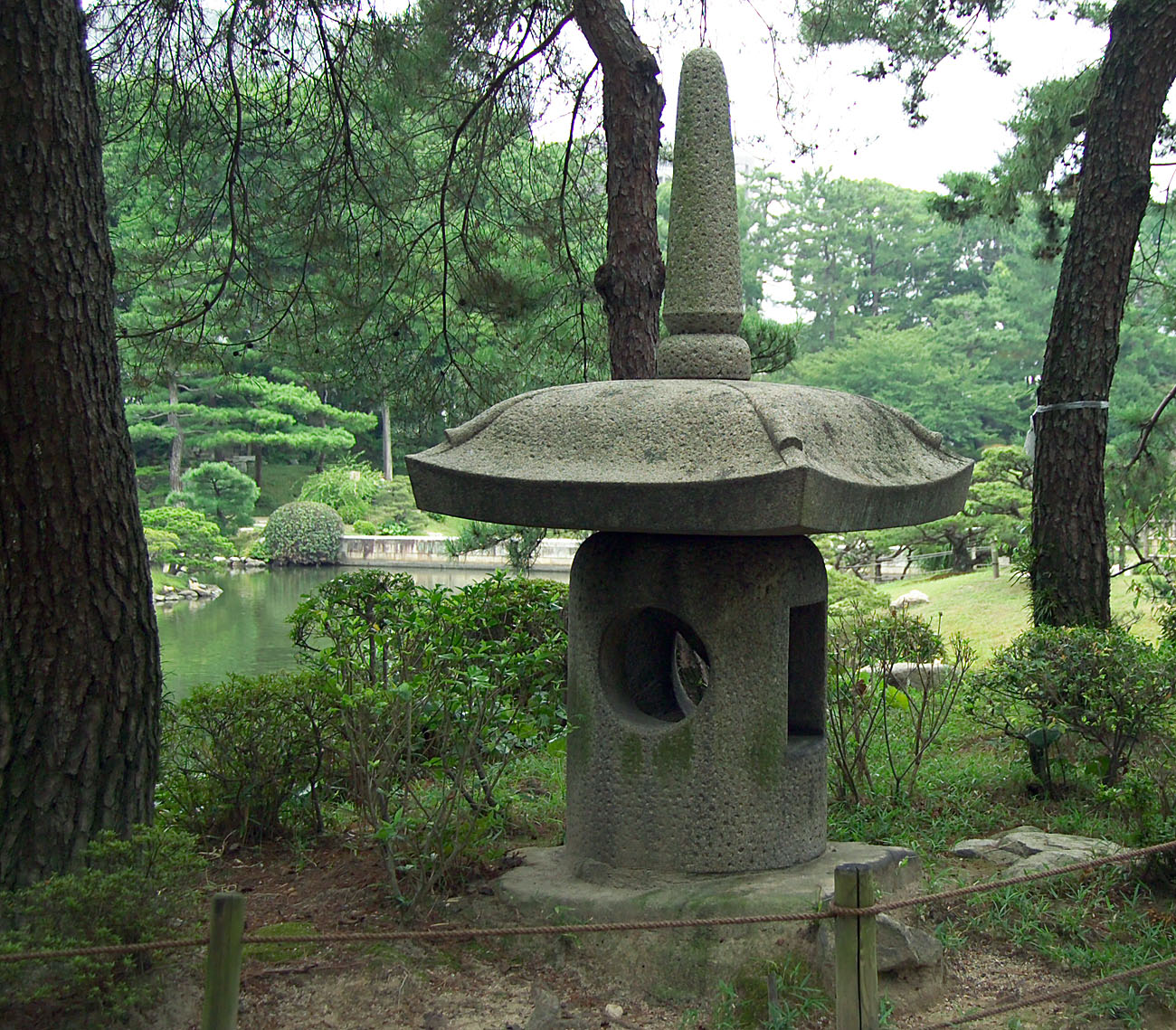
Linterna de piedra (Tōrō) rodeada de plantas. La forma del tejado atrapará la nieve en el invierno, lo que le dará un aspecto pintoresco con su copete.

El jardín japonés (日本庭園 nihon teien?) forma parte integrante de la tradición en las casas privadas de Japón, en la vecindad de los parques de las ciudades, en los templos budistas o capillas sintoistas, y en lugares históricos tal como viejos castillos. Muchos de los jardines japoneses más famosos en Occidente, y así mismo dentro del propio Japón, son los jardines Zen. La tradición de la Ceremonia del Té, ha generado jardines japoneses refinados en un grado sumo de cualquier otro estilo, que evocan la simpleza rural. 
Surge muy pronto, ya en la era Heian, como arte importado de China. Se desarrollará durante las eras Kamakura, Muromachi, Momoyama y el periodo Edo hasta los jardines de la actualidad.

## Interpretación del jardín japonés
Tiene una lectura geográfica y topográfica, el propio paisaje japonés, un archipiélago de islas organizadas en su mayoría en torno al Mar Interior de Seto.
En un segundo plano, el jardín japonés también tiene una visión del cosmos, la que corresponde a la religión sintoista, un gran vacío (mar) que se llena con objetos (islas).

## Elementos del jardín japonés
Las rocas son los elementos base del jardín, la roca como montaña o como isla, contenidos en el vacío que representa el mar. Las más usadas son aquellas de origen volcánico, sobre todo el basalto.
- Shima (島?). Isla, se usa para designar a las rocas del jardín y al recinto que las contiene, y finalmente por extensión a todo el jardín.

- Iwakura (岩倉?). Textualmente, el lugar que ocupan las rocas. En ocasiones se atan las rocas con cuerda como si delimitaran el lugar que ocupan. Esta práctica procede del jardín chino, que usa rocas mucho más plásticas y redondeadas. Las rocas japonesas, por el contrario, son escarpadas. Se escogen en función de su forma y se trasladan y colocan tal cual se encuentran en la naturaleza, evitando las manipulaciones y protegiendo las rocas de los daños que puedan sufrir durante el transporte.

- El Monte Shumi, la montaña del eje del mundo para la religión budista. Se representa como una roca en el jardín.

- . Un lugar místico heredado del Monte Penglai de la mitología china. En cierto modo sería una especie de paraíso. Isla de los Bienaventurados, Isla de las Grullas e Isla de las Tortugas, se representan como piedras rodeadas por agua.

Estas piedras no se distinguen las unas de las otras, se dan forma a unas ideas que se transmiten por tradición oral, dando finalmente lugar a un modelo. El jardín japonés es un jardín de iniciados.
Aparte de las rocas, un jardín típico japonés puede contener, de forma real o simbólica, los siguientes elementos:
- Agua
- Una isla de verdad.
- Un puente a la isla
- Una linterna, típicamente de piedra
- Una casa de Té o pabellón

Además, se usan elementos vegetales como bambús y plantas relacionadas, plantas de hoja perenne, como el Pino negro japonés, y árboles de hoja caduca tales como arces que dejan desarrollarse debajo una alfombra de helechos y musgos.

## Sakutei-Ki

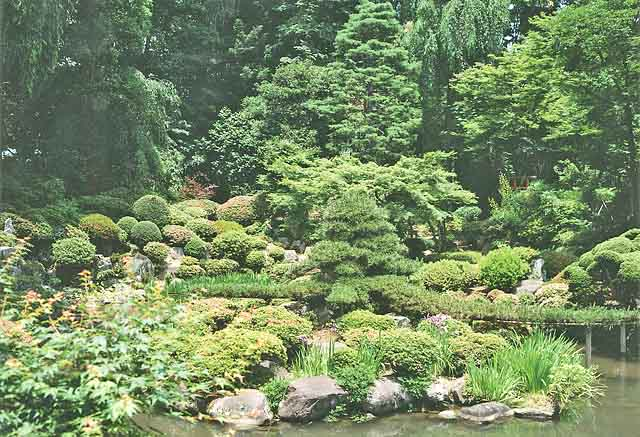
Este jardín tiene una gran abundancia de plantas, incluidas flores de la estación.

Se trata de un texto del siglo XII con órdenes de paisajismo y jardinería para construir el modelo de jardín japonés.
Todas las enseñanzas se basan sobre el principio del equilibrio inestable, siempre a punto de romperse (representa el equilibrio entre el Hombre, el Cielo y la Tierra). Las practicaban personas de clase alta, no por mera composición, sino para ejercitar la mente.
Principios:

1. "Paisaje (montaña-agua) de la naturaleza viva" (Shotoku no sansui (山水sansui?)).
2. "Cumplir los deseos de las rocas" (Kohan ni shitagu).
3. "Asimetría, equilibrio asimétrico" (Suchigaete).
4. "Soplo de sensibilidad" (Fuzei). De la sensibilidad del lugar, es como el genus loci latino, el "genio del lugar".

Instrucciones sobre la forma precisa de concebir el jardín:
- Escoge un número de piedras, pequeñas y grandes, y transpórtalas al jardín.

No se comienza por la idea y luego se busca el material, sino al revés.
- Las piedras de pie deben ser erigidas.

También aparecen rocas tumbadas.
- Juzga el arriba, el abajo, delante y detrás.

Buscando el deseo de la roca.
- Colocar primero las rocas principales, con aristas vivas y de grandes dimensiones. Luego las demás.

En la parte llana, se colocan piedras bajas, como si hubieran sido abandonadas. 
Se encuentra belleza en lo imperfecto, lo inacabado. Existe un alto grado de artificio para conseguir este efecto.
Si la roca está aislada, poner a un lado. Si está inclinada, colocar otras para sujetarla.
Las piedras no deben coincidir con los ejes de los soportes de la casa (evidencia de la búsqueda del no orden).
No representar nunca un vasto océano, sino un mar que fluye entre estrechas aberturas entre montañas.

## Mecanismos básicos de composición

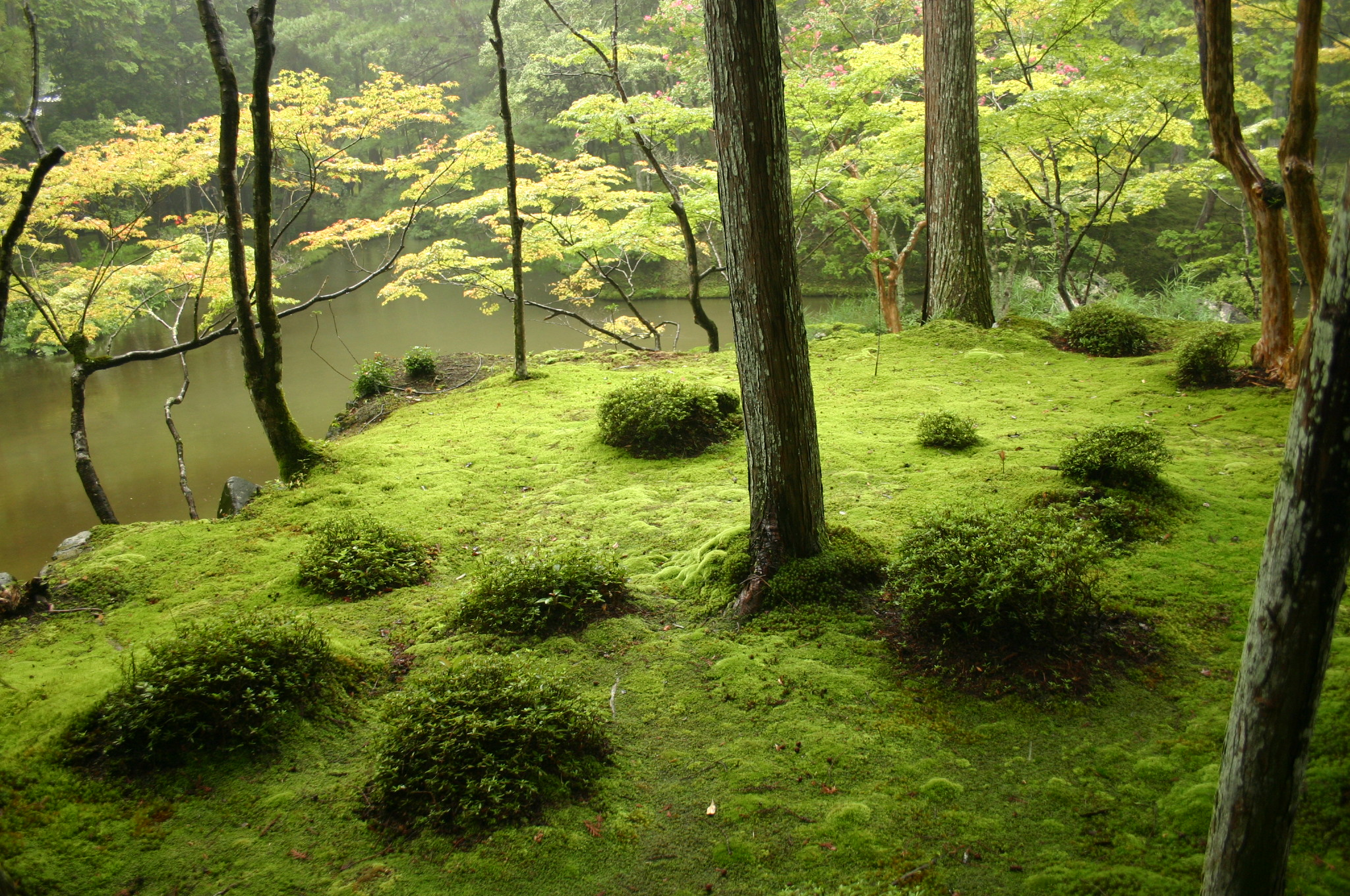
El jardín japonés de Saihouji, Kioto.

### Escala
Jardín como topografía pero en pequeña escala, un micropaisaje.
Práctica de los bonsái. Es un gran artificio, controlando el crecimiento del árbol, lograr el mismo desarrollo que el árbol en estado natural, siguiendo patrones como el tronco inclinado por el empuje del viento.
Komatsu, árbol de pequeño tamaño que siempre permanece joven (cuando comienzan a envejecer se cambian). Representa la idea de la eterna juventud. Sobre todo se usan pinos jóvenes, que tienen un color azulado como la mañana.

### Símbolo
Elemento del jardín, que aun siendo objetos naturales, simbolizan otra cosa distinta.
La arena puede simbolizar una montaña, o si está rastrillada el mar. Amontonada y ondulada en su parte superior representa la niebla (el viento va cambiando su forma, de manera que cada día tiene una distinta).
Las rocas, que pueden simbolizar islas o montañas, o incluso representar agua (cascada seca), corrientes, olas...

### Fondo
El espacio como superposición de fondos:
Primero elementos principales.
Segundo elementos secundarios.
Tercero el recinto del jardín (los jardines japoneses son jardines cerrados).
Cuarto Shakkei (借景 "Escena prestada"?). Se usan algunos elementos del paisaje exterior relacionados con el genio del lugar para incluirlos en la percepción del jardín (por ejemplo, las copas de los árboles que sobresalen tras la tapia del jardín). La composición del interior del jardín puede organizarse en función de estos elementos, a través de relaciones visuales, pero no se los modifica directamente.

## Tipos de jardín japonés
Los jardines japoneses pueden quedar encuadrados dentro de uno de estos estilos: 

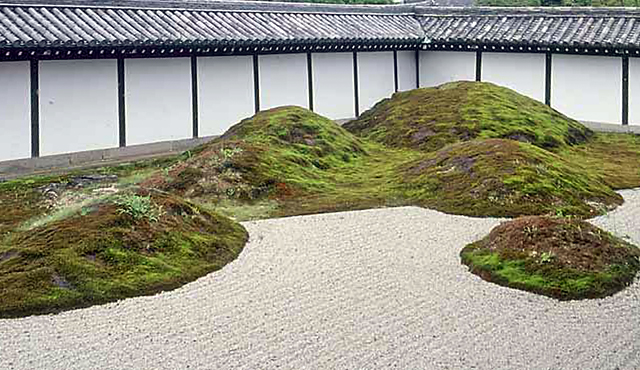
Jardín Karesansui en Tōfuku-ji en Kioto. En este caso las "islas" están compuestas por elementos vegetales, más que rocas desnudas.

- Jardines de Paseo, para verlos desde un sendero. Suelen incluir un paseo en torno a un estanque, que también sigue patrones naturales de marea alta, baja, etc. Es de este estilo el jardín del Palacio Katsura.
- Jardines de Aposento, para contemplarlos desde un lugar, tal como la minúscula tsuboniwa que se encuentra en machiya (Casa de madera tradicional de la ciudad).
- Jardines de té (Rōji). Camino que conduce a la cabaña de paja, atravesando el lugar en donde cae el rocío. Se colocan piedras sobre musgo, para evocar esta idea del rocío. Para el camino se usan baldosas regulares o piedras irregulares colocadas en línea recta.
- Jardines de contemplación (Karesansui, paisaje de montaña y agua).

Lo introducen los monjes Zen en sus templos. Zen significa meditación, eso es para lo que sirven estos jardines. Están hechos para ser contemplados desde la plataforma del templo y facilitar la meditación a través de su contemplación. Debido a su presencia en estos templos, mucha gente los conoce también como Jardines Zen.

## Jardines japoneses destacados

### EnJapón

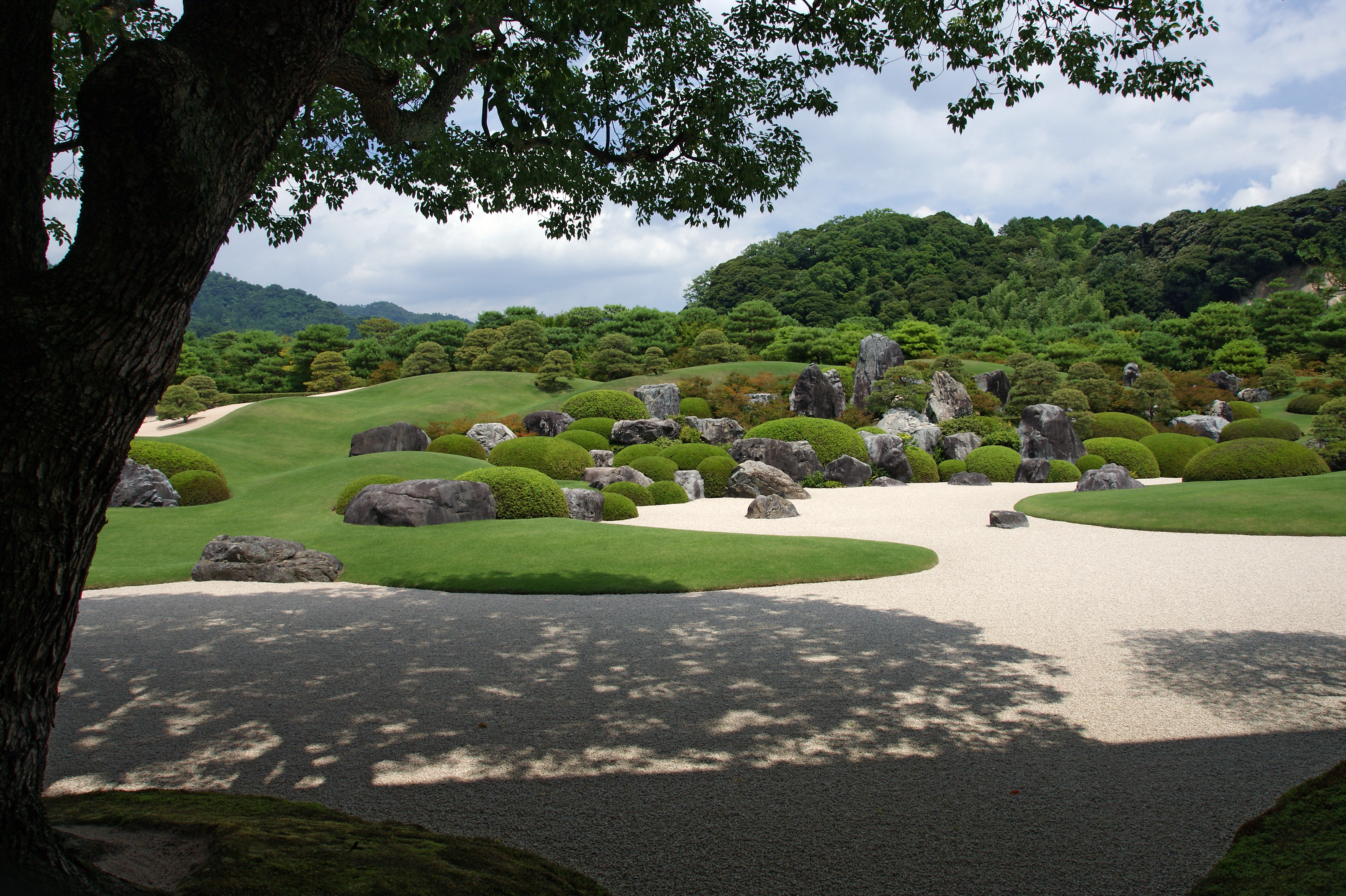
El jardín japonés de Museo de Adachi.

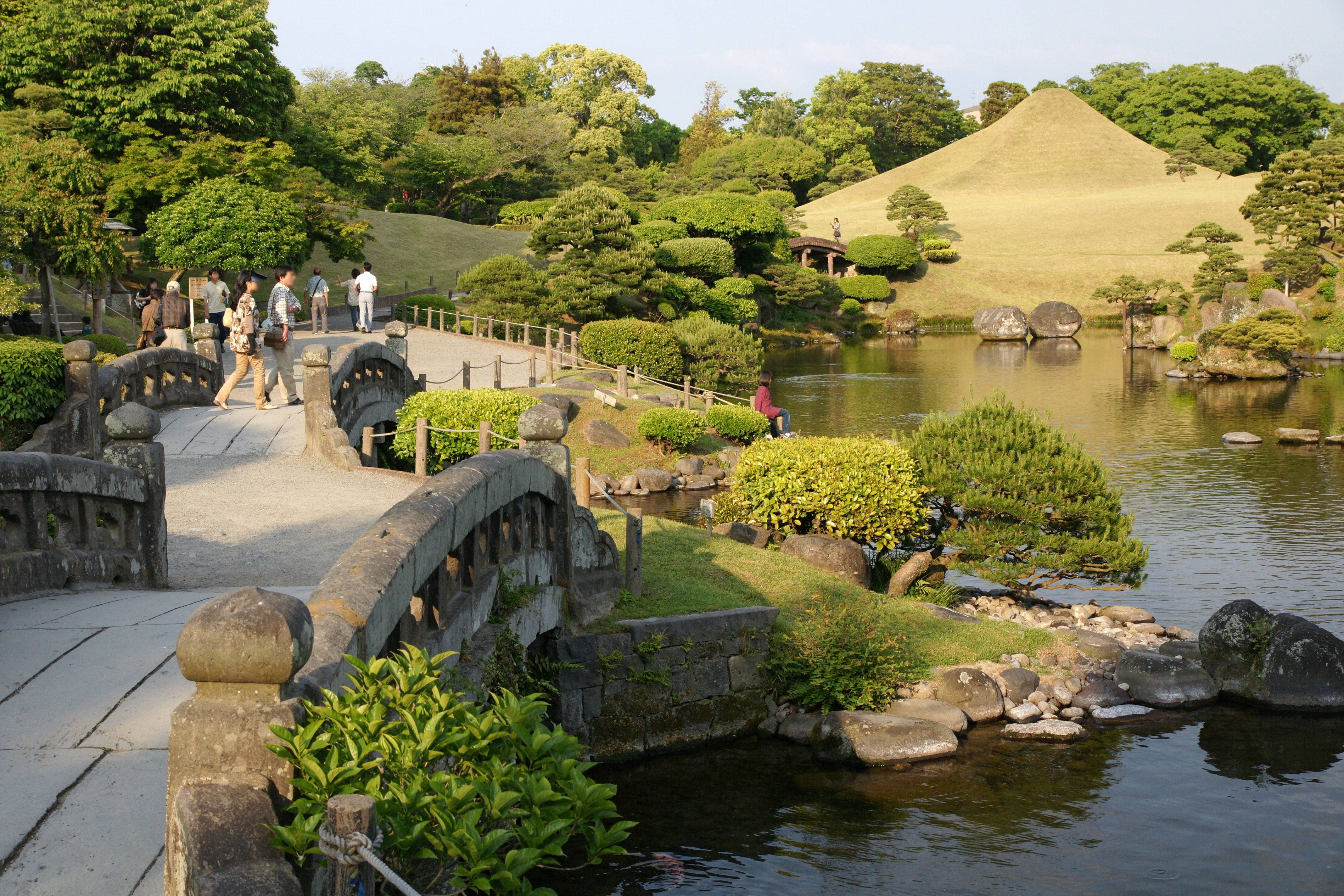
El Suizenji-jojuen, jardín ubicado en la prefectura de Kumamoto.

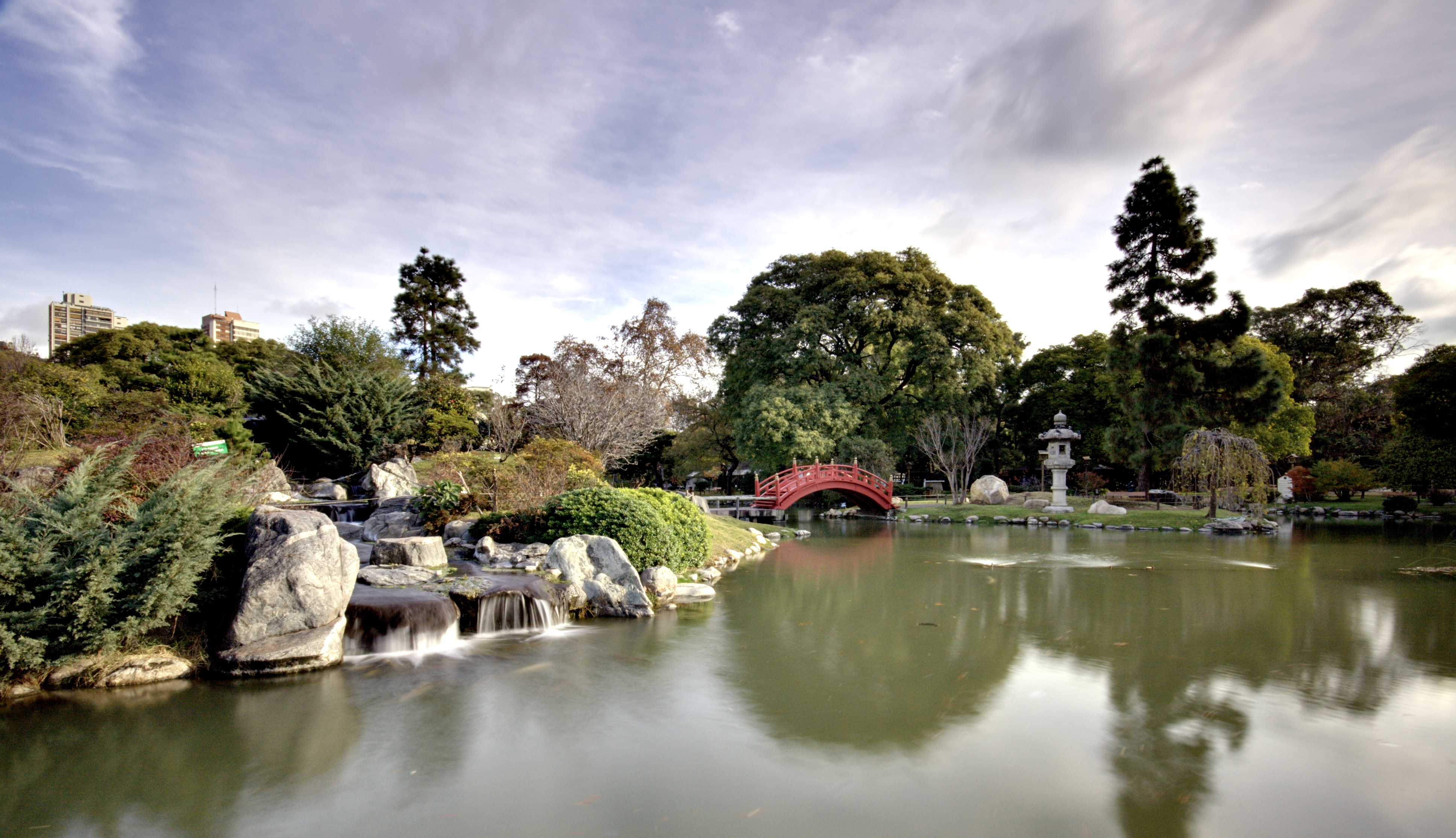
Jardín japonés de Buenos Aires en Argentina, uno de los mayores fuera de Japón.

- Isui-en, en Nara, Prefectura de Nara
- Shugaku-in Imperial Villa, el jardín de Saiho-ji (el "Templo de musgo"), el jardín de Ginkaku-ji, el jardín de Kinkaku-ji, en Kioto
- El jardín de Castillo Akō, en Akō, Prefectura de Hyōgo
- El jardín de Taisanji Anyōin, Sōrakuen, en Kōbe, Prefectura de Hyogo
- Genkyu-en (el jardín de Castillo Hikone), en Hikone, Prefectura de Shiga
- Yōsui-en, en Wakayama, Prefectura de Wakayama
- Kandenan, en Matsue, Prefectura de Shimane
- El jardín japonés de Museo de Adachi, Yasugi, Prefectura de Shimane
- Kenroku-en en Kanazawa, Prefectura de Ishikawa
- Kairaku-en en Mito, Prefectura de Ibaraki
- Kōraku-en en Okayama, Prefectura de Okayama
- Kōkyo Higashi Gyoen, el jardín del Este del Palacio Imperial de Tokio
- Shikina-en, en Naha, Prefectura de Okinawa
- Ritsurin-kōen, en Takamatsu, Prefectura de Kagawa
- Sankei-en, en Yokohama, Prefectura de Kanagawa
- Suizenji-jōjuen, Hosokawa Gyōbu-tei, en Kumamoto, Prefectura de Kumamoto
- Urakuen tea garden, Inuyama, Prefectura de Aichi

### Fuera de Japón

#### Argentina
- El Jardín Japonés de Buenos Aires, se encuentra en el Parque Tres de Febrero, Av. Figueroa Alcorta y Av. Casares, Palermo, Buenos Aires, Argentina.
- El Jardín Japonés de Escobar, se encuentra en Belén de Escobar, provincia de Buenos Aires.

#### Australia
- At Cowra, New South Wales
- Melbourne Zoo
- Frankston High School

#### Chile
- Jardín Japonés de Santiago, en el cerro San Cristóbal y el cerro Santa Lucía
- Parque Jardín del Corazón en La Serena
- Parque japonés de Antofagasta
- Jardín Japonés en Fundación MOA Internacional (Santiago)
- Jardín botánico Nacional de Viña del Mar

#### Costa Rica

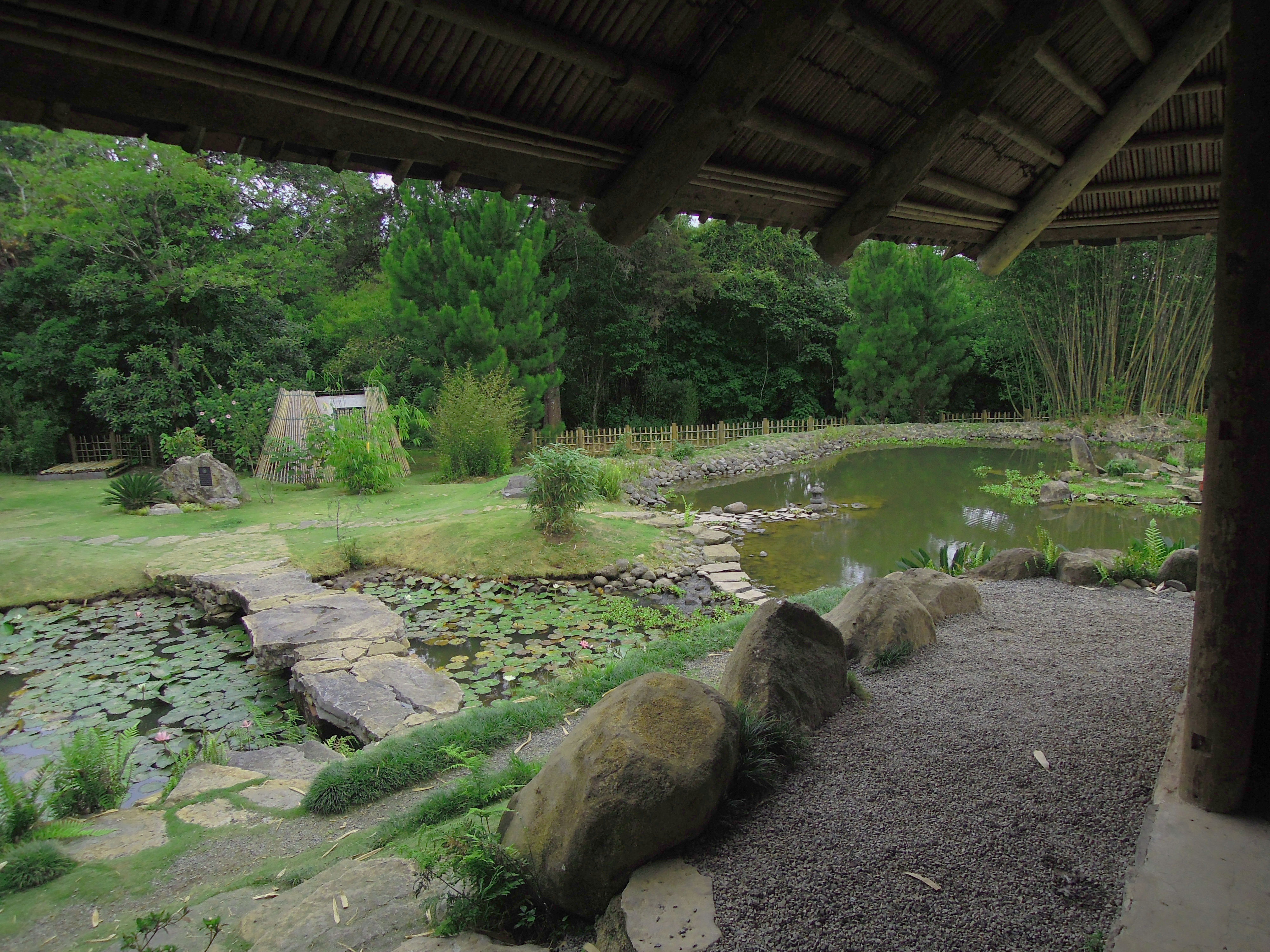
Estanque del jardín japonés del Jardín Botánico Lankester en Costa Rica.

- El único jardín japonés del país se encuentra ubicado dentro del Jardín Botánico Lankester de la Universidad de Costa Rica, en el distrito de Dulce Nombre, del cantón de Cartago en la provincia de Cartago, donando en 2009 por el gobierno de Japón.

#### Cuba
- El Jardín Japonés del Jardín Botánico Nacional de Cuba en La Habana: El Jardín Japonés fue proyectado por el ya fallecido arquitecto paisajista japonés, Sr. Yoshikuni Araki, de Osaka.

Se inscribe dentro del tipo «Kaiyu-Shiki-teien», que literalmente significa «Jardín de los Paseos». El jardín cuenta con cinco hectáreas y está organizado en torno a un lago artificial de 300 metros de largo y 750 metros de perímetro, con forma ovalada. De gran atractivo resultan la cascada y la presencia de dos pabellones de meditación y un pabellón de madera de planta hexagonal, este último colocado sobre pilotes dentro del lago, denominado «Ukimi-dou», que significa «Pabellón sobre las Aguas».

#### Estados Unidos
- Portland Japanese Garden, Portland, Oregón
- Seiwa-en en el Jardín Botánico de Misuri, Saint Louis, Misuri
- Seattle Japanese Garden, Washington Park Arboretum, Kubota Garden, Seattle
- Fort Worth Japanese Garden, Fort Worth Botanic Garden, Fort Worth
- Earl Burns Miller Japanese Garden at Long Beach State
- Anderson Japanese Gardens, Rockford, Illinois
- Ro Ho En Japanese Garden, Phoenix, Arizona
- Golden Gate Park Japanese Garden, San Francisco, California
- Morikami Gardens  Delray Beach, Florida

#### Puerto Rico
- El Jardín Japonés, en Ponce, Puerto Rico, frente al Castillo Serrallés y la Cruceta del Vigía.

#### República Dominicana
Este jardín japonés además de las colecciones de plantas de bambúes, araucarias, sabinas, .. que le dan un toque oriental , tienen una gran belleza paisajista, con sus lagos y añadidos arquitectónicos de puente y arco "torii"", junto al trino de los pájaros, y la paz que aquí se respiran, nos comunican una sensación de relajamiento y bienestar.

#### Unión Europea

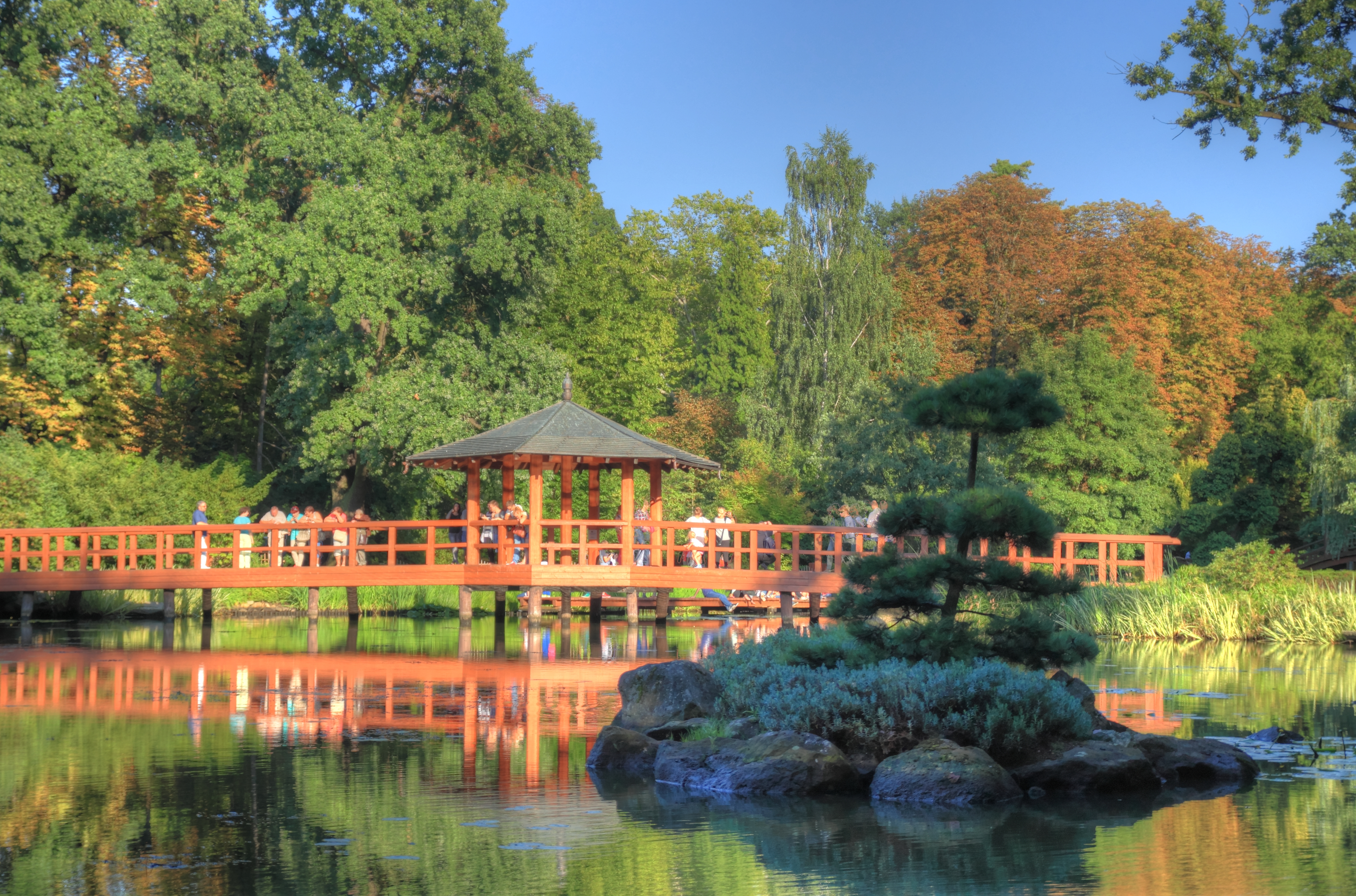
Jardín japonés de Breslavia (1913).

- Jardín japonés de Breslavia, Polonia
- http://nl.wikipedia.org/wiki/Japanse_Tuin_(Hasselt), Hasselt, Bélgica. El jardín japonés más grande de Europa.
- Parque Yamaguchi en Pamplona, España.

#### Uruguay
- El Jardín Japonés de Montevideo se encuentra en las áreas exteriores del Museo Juan Manuel Blanes, avenida Millán 4015, Prado, Montevideo, Uruguay.

## Bibliografía

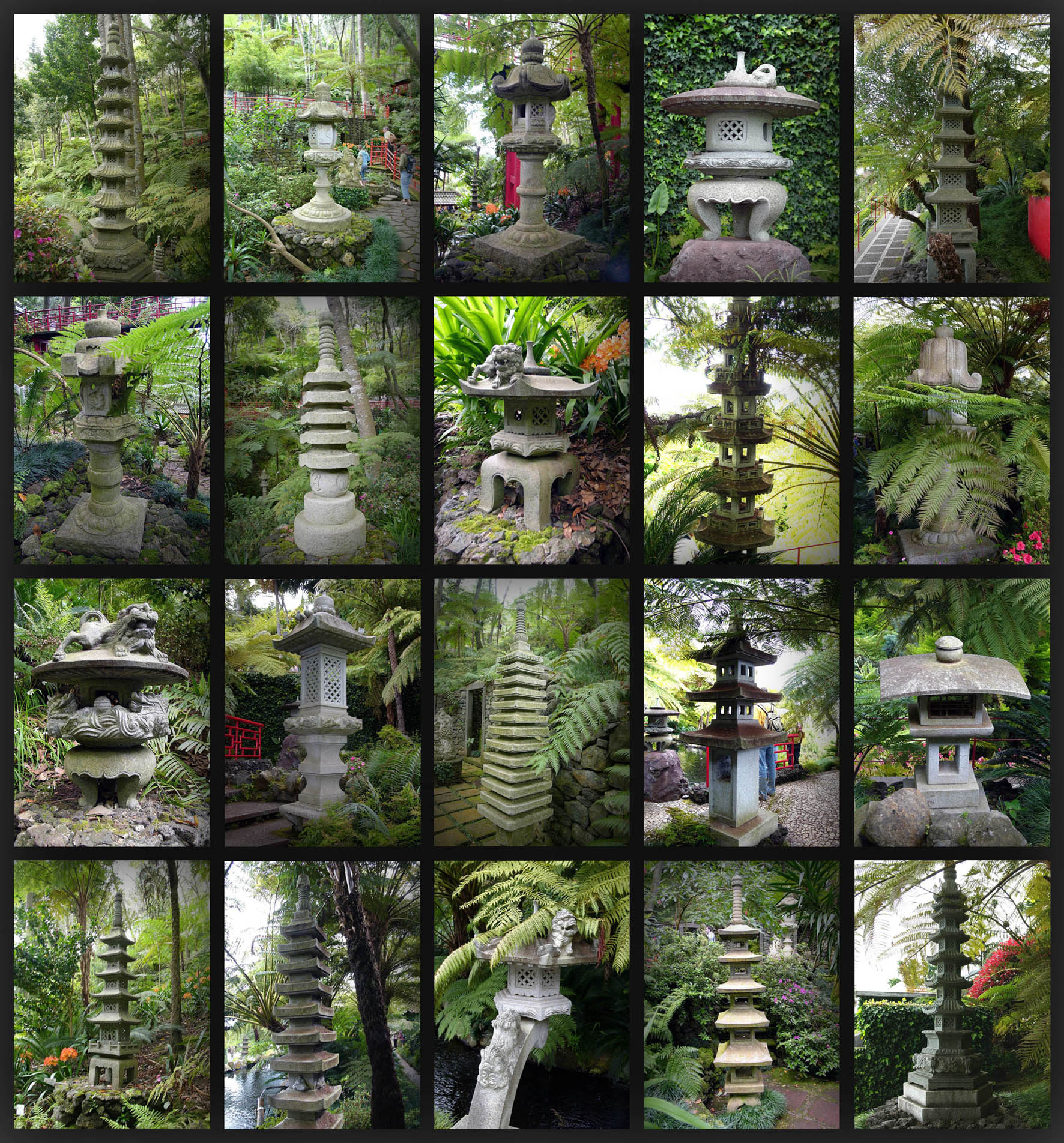
Linternas de piedra en el Monte Palace Tropical Garden de Madeira.